# Ruffin (Carolina del Nord)
Ruffin è un census-designated place (CDP) degli Stati Uniti d'America, situato nello stato della Carolina del Nord, nella contea di Rockingham. Secondo il censimento del 2020 gli abitanti di Ruffin ammontavano a 322.

## Storia
Dopo il completamento della ferrovia nel 1864 la città vide un rapido sviluppo economico, diventando un centro di scambio. La città ha preso poi il nome del giurista Thomas Ruffin.